# Рецепція
Рецепція (англ. reception), приймальня — спеціально умебльована зона частини приміщення при вході в офіс компанії, фірми, готелю та інших подібних закладів.

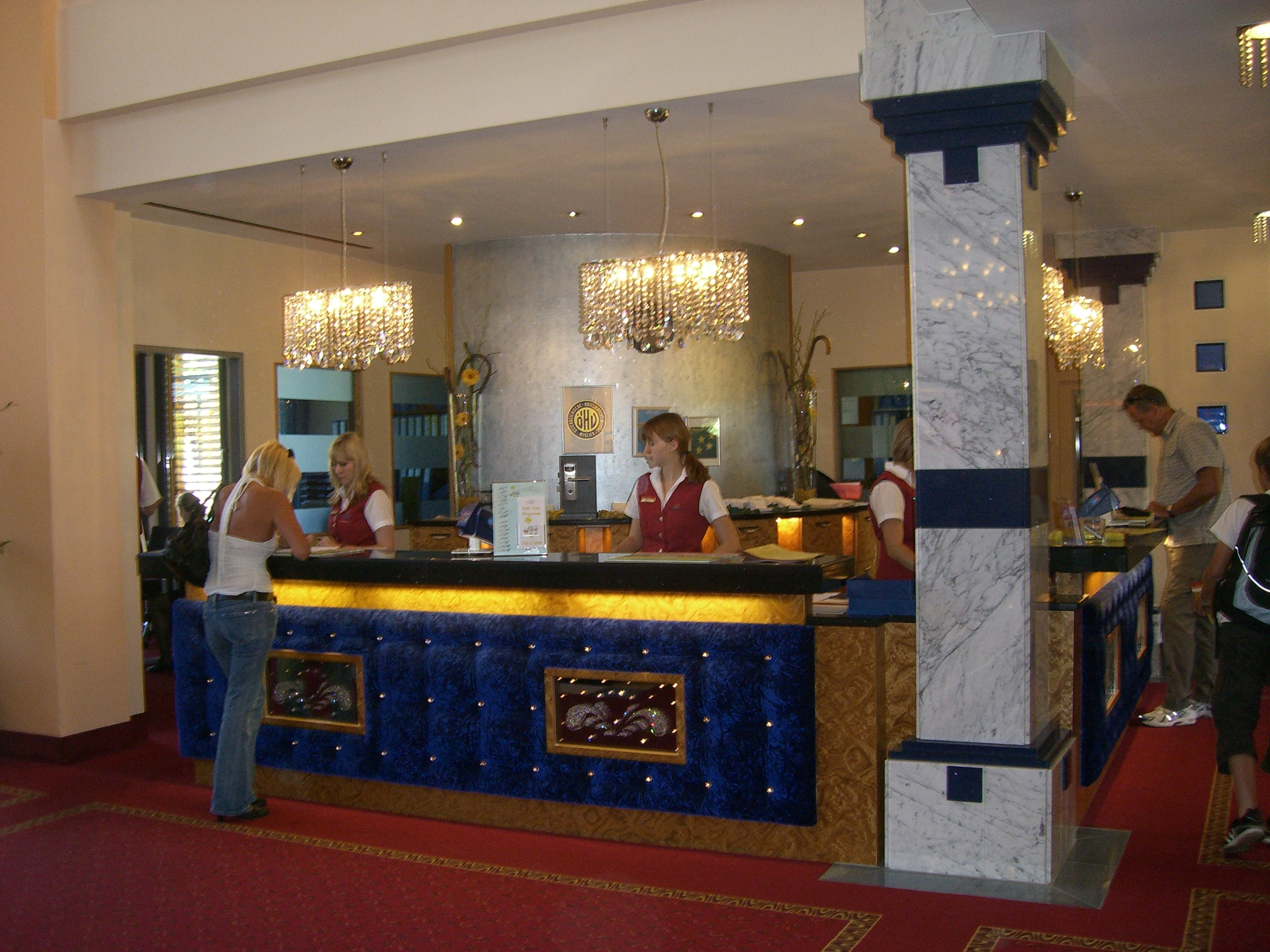
Рецепція в готелі Grand Hotel (Німеччина)

Зона рецепції – це обличчя компанії, місце, куди насамперед звертається клієнт, що заходить в будь-яку установу: будь це офіс, ресторан, перукарня чи готель. 
Завдання рецепції не тільки нести максимум інформації про роботу компанії, але й формувати уявлення про неї, задавати тон подальших відносин з клієнтами або з потенційними співробітниками.
Центральне місце в рецепції займає стійка, за якою розташовуються співробітники, найчастіше секретар. 
Стійка рецепції — це обличчя компанії, крім функціональної, виконує і представницьку роль, а значить, і створює імідж компанії.
Частіше стійка розміщується фасадом до входу, але в маленьких приміщеннях її ставлять і уздовж бічної стінки.
Основна особливість стійок рецепції — їхня дворівнева структура, яка покликана зробити умови для спілкування службовців офісу, які сидять на більш високих стільцях, і гостей, які підходять до стійки.
Зона рецепції не завжди складається з однієї лише стійки. Найчастіше простір розділено на дві частини: стійка і зона очікування. В останній розташовуються дивани, крісла або стільці для гостей, журнальні столики, різного роду стенди й стелажі для сувенірних і рекламно-інформаційних матеріалів. 
Персонал на рецепції в різних організаціях може виконувати одну чи декілька функцій: звичайна зустріч гостей (портьє), обов'язки секретаря, консьєржські послуги, роботу диспетчера офісної АТС, функції оператора з введення первинної документації і т. п.

## Галерея фото на тему «Рецепція»

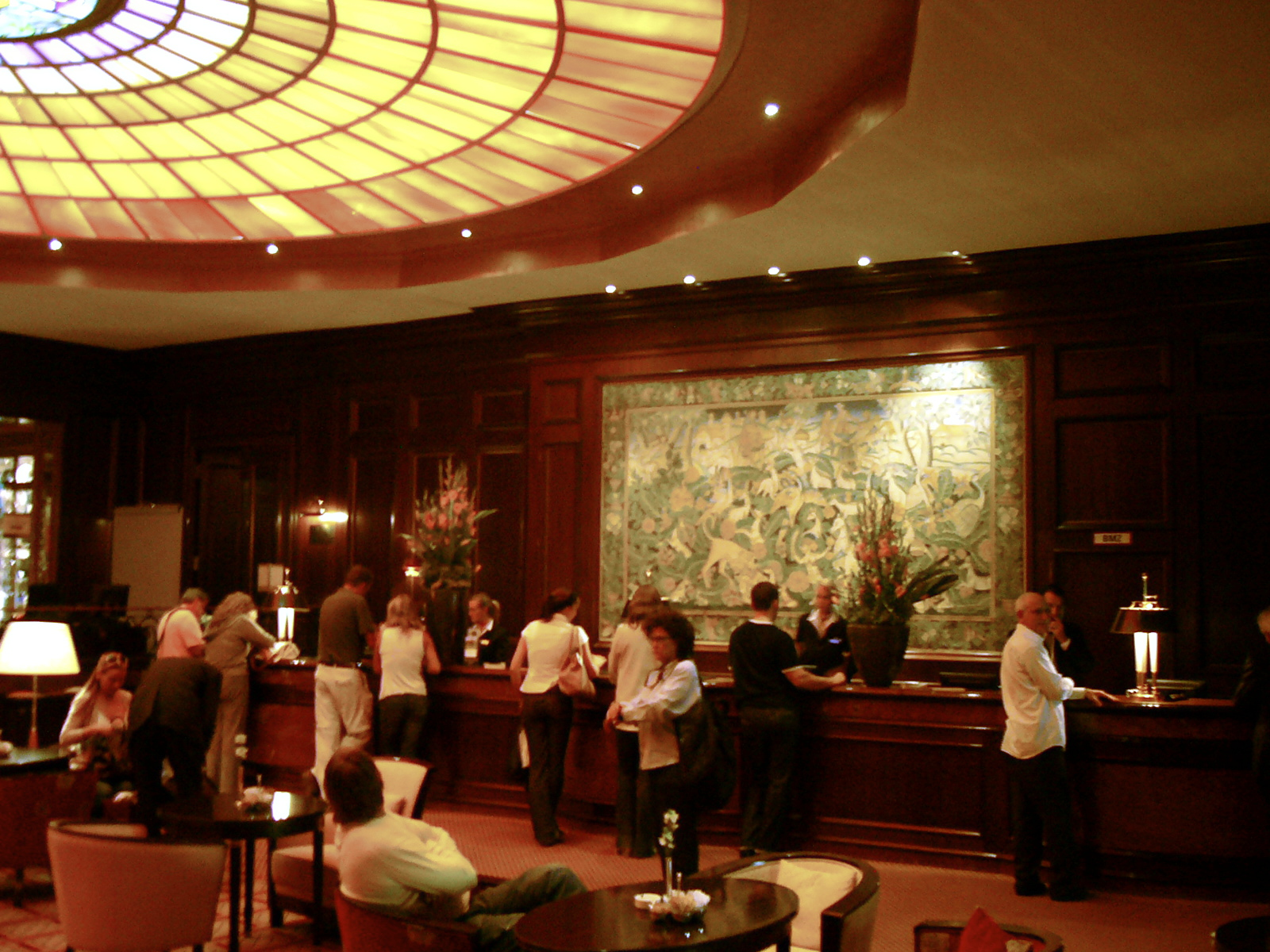
Рецепція в готелі (Німеччина)
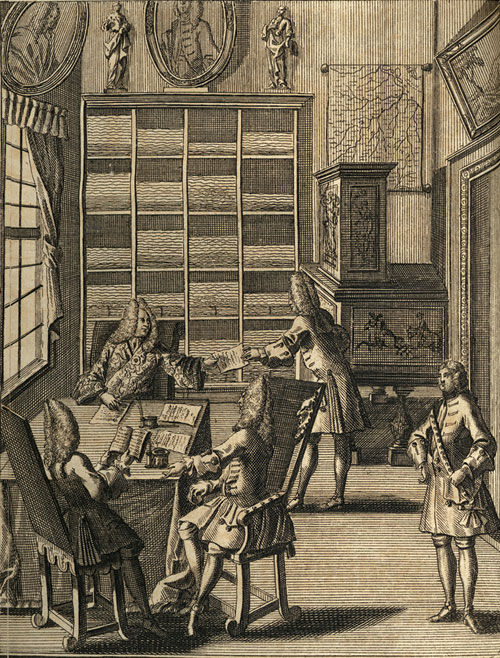
Офіс (1719рік)
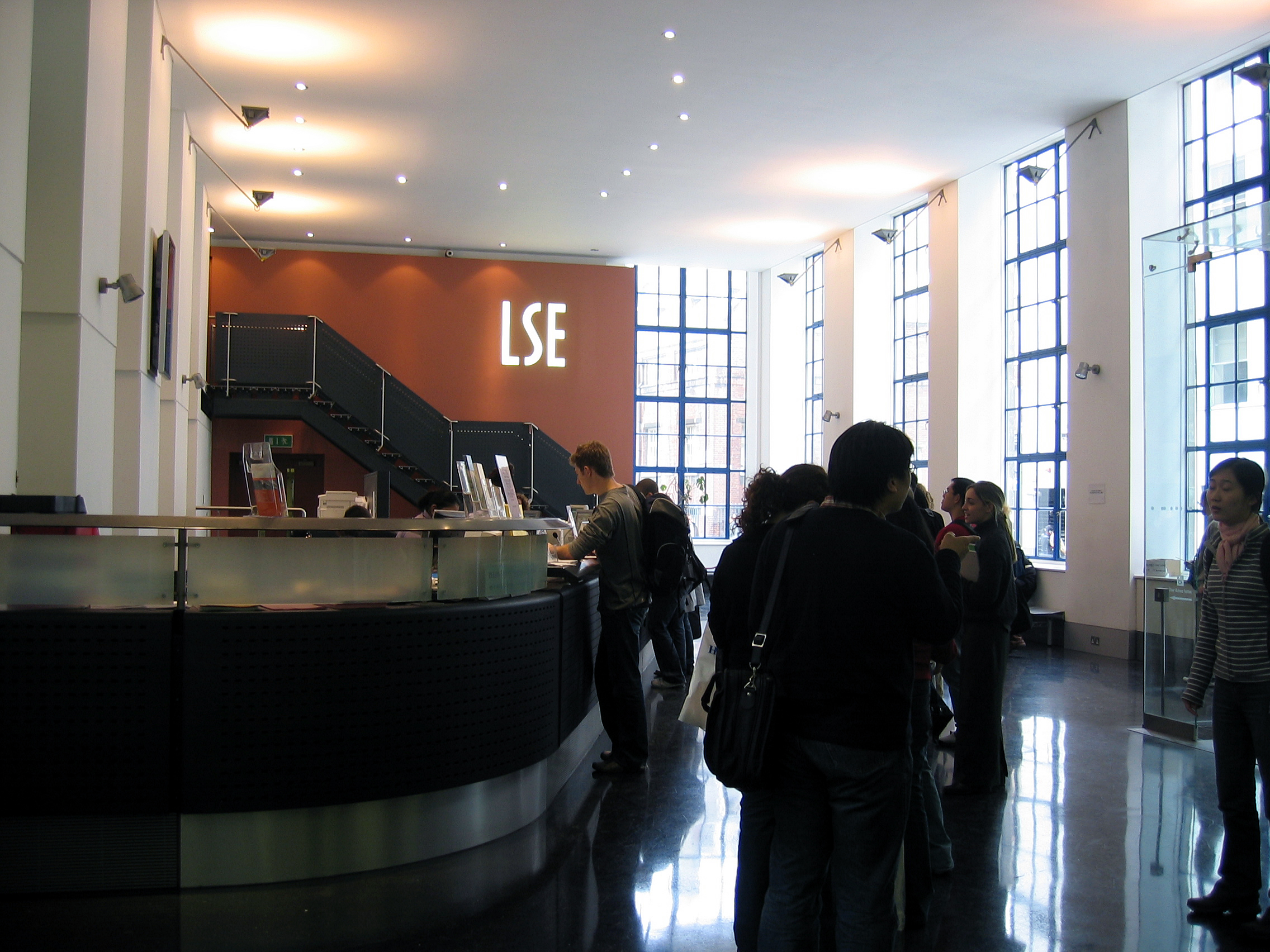
Стійка рецепції (Японія)
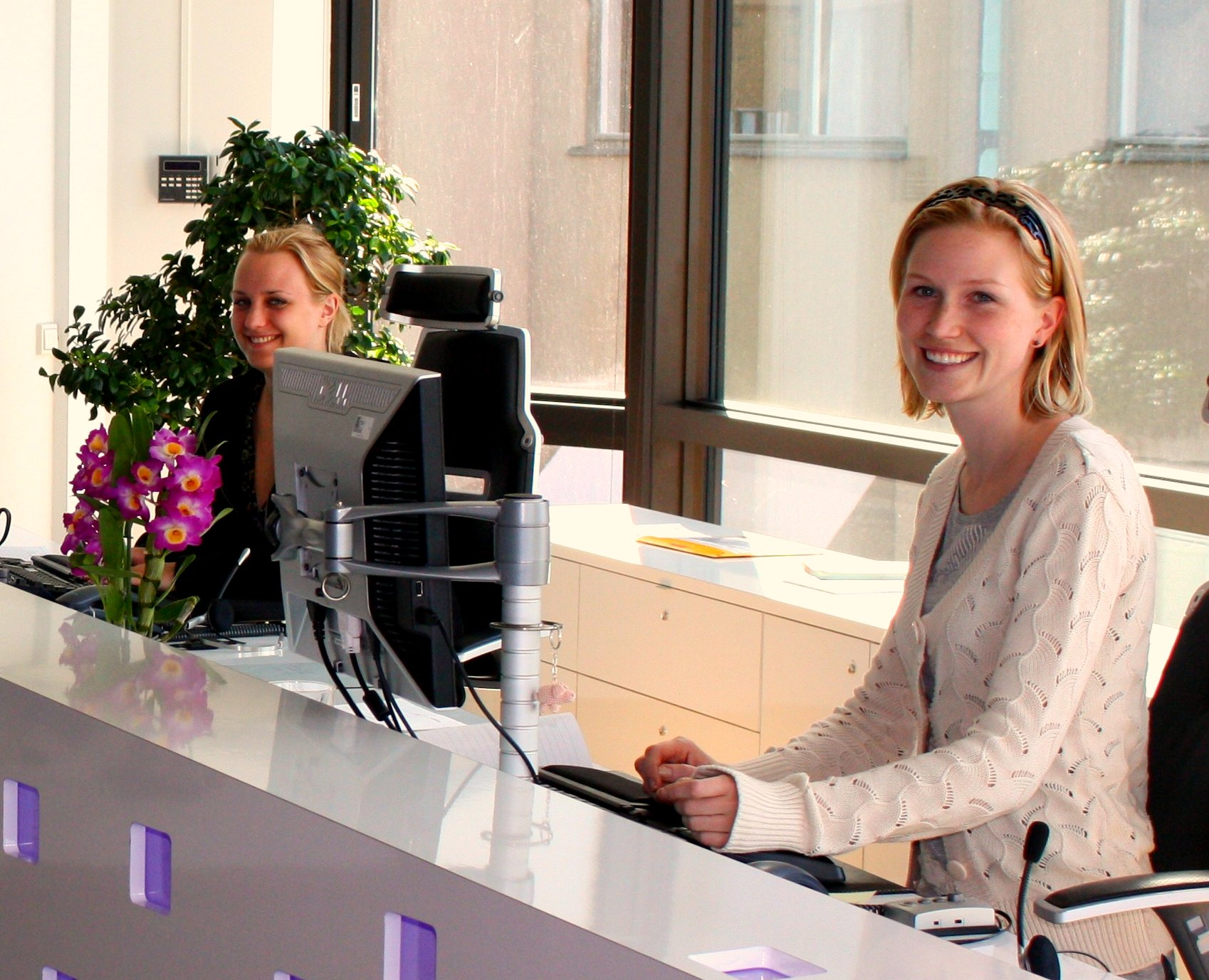
Рецепція в Стокгольмі (Швеція)
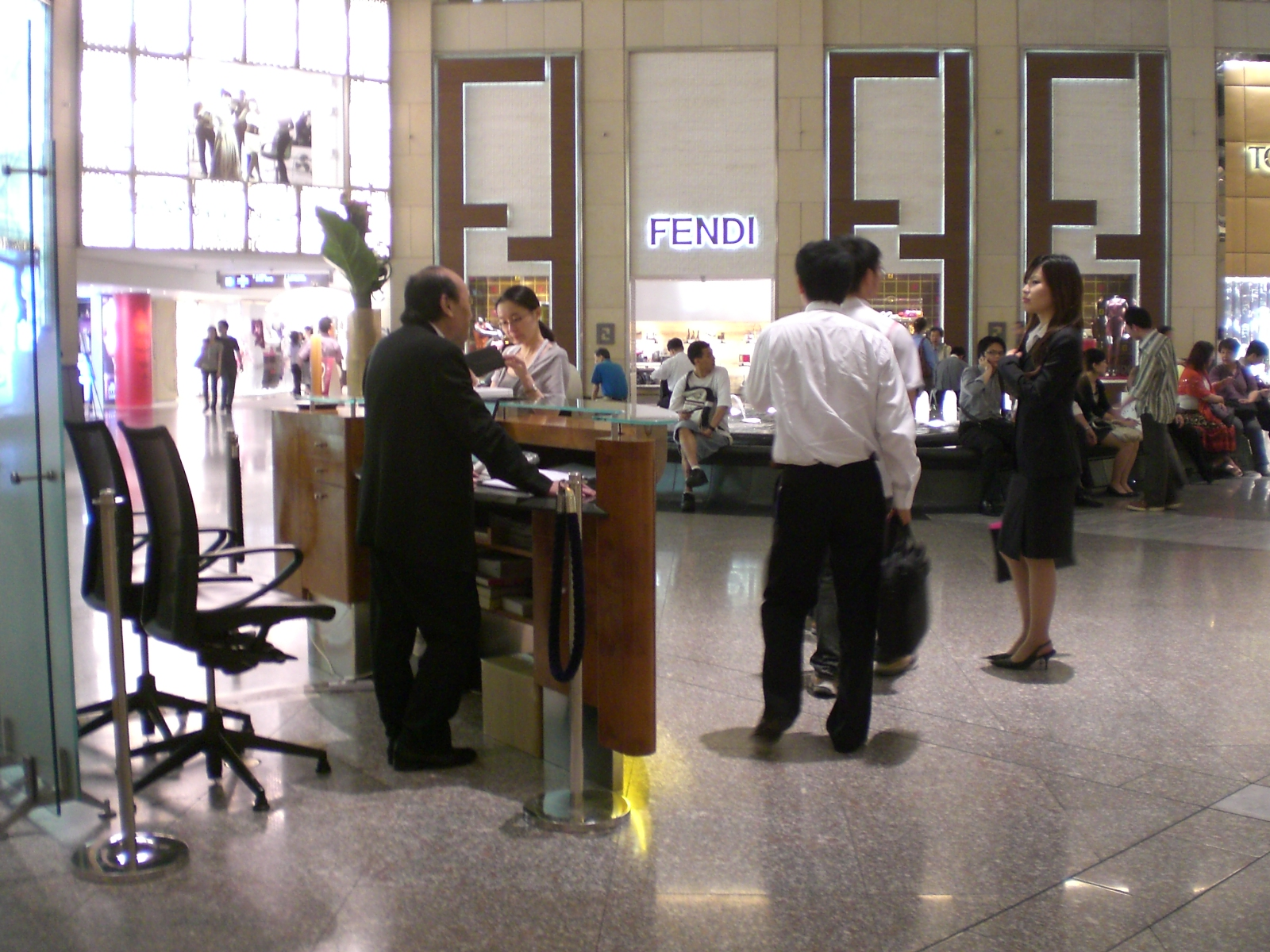
На Мальорці
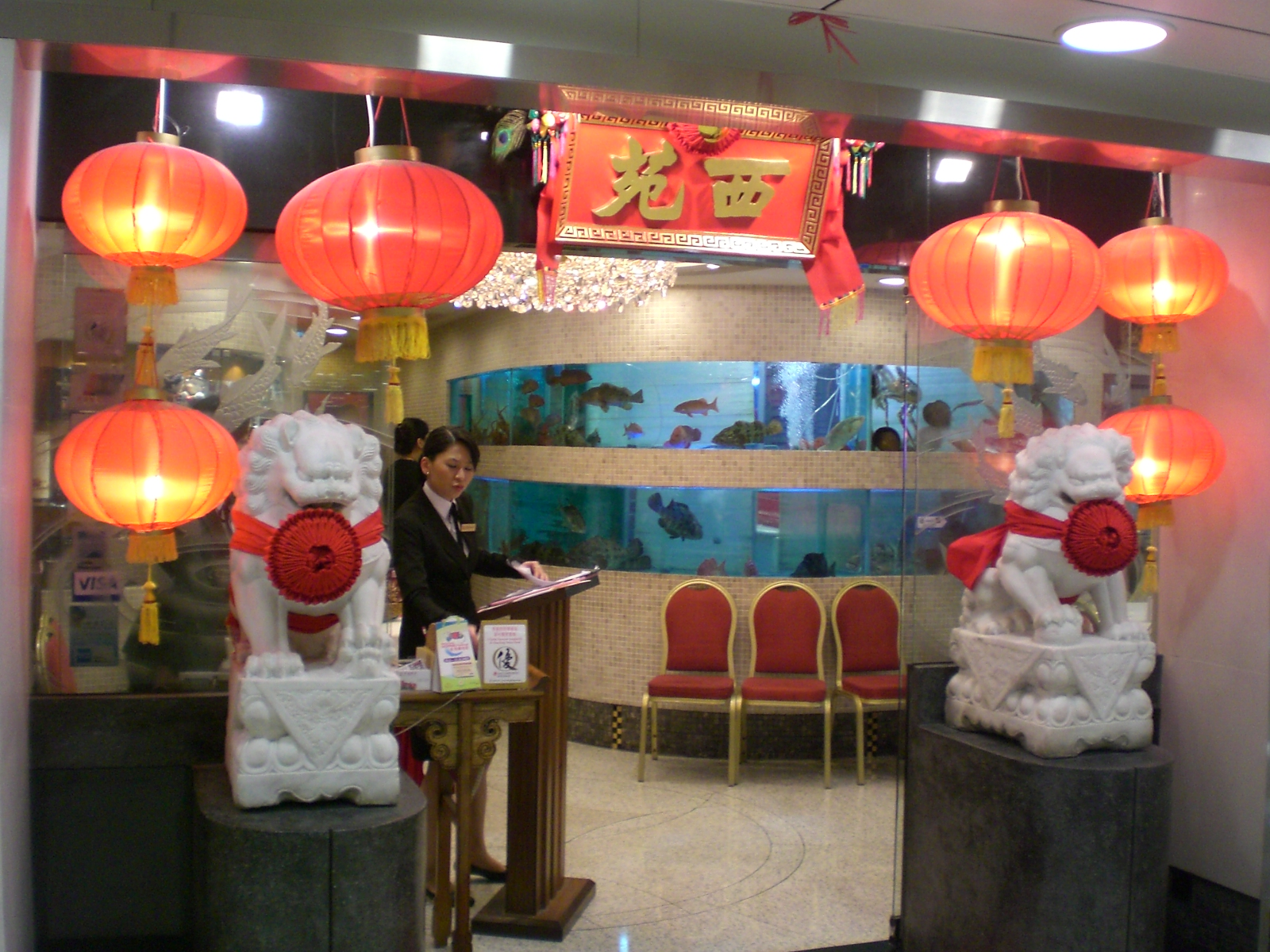
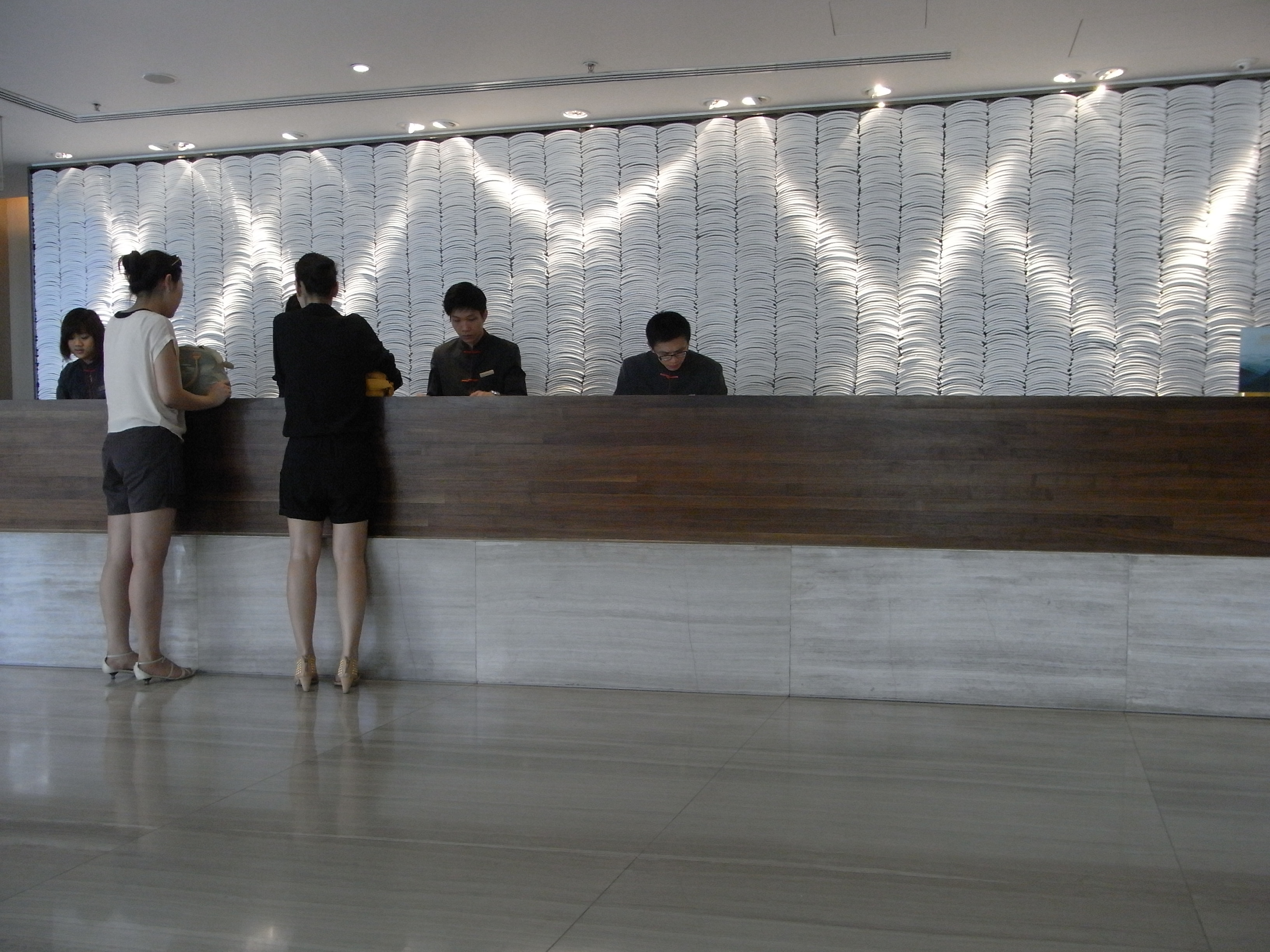
В Гонконзі